# كيفن دوفي
كيفن دوفي (بالإنجليزية: Kevin Duffy)‏ هو محامي وقاضي أمريكي، ولد في 10 يناير 1933 في نيويورك في الولايات المتحدة.